# Perché a me?
Perché a me? (Mortified) è una sitcom australiana, co-prodotta dalla Australian Children's Television Foundation e la Enjoy Entertainment per Nine Network, Disney Australia e la BBC. La serie è centrata sulle avventure di Taylor Fry, una ragazza di undici anni che possiede molta fantasia.

## Trama
Taylor Fry è una ragazzina di 11 anni in piena crescita, con una fervida fantasia e una famiglia assolutamente fuori dal comune e imbarazzante, composta dai genitori Glenda e Don (i quali vendono biancheria intima e si comportano abitualmente in maniera alquanto bizzarra), dalla sorella maggiore adolescente Layla (capricciosa, irascibile e superficiale, con la quale litiga spesso e raramente riesce a sostenere una conversazione seria), e infine da una cugina della madre che si fa chiamare Mistica Marge e lavora come chiaroveggente. Fortunatamente Taylor può contare sul sostegno di Hector Garcia, il suo migliore amico (che è innamorato di lei ma glielo tiene nascosto); inoltre è innamorata di Leon Lipowski, il ragazzo più carino della scuola, ed è amica anche di Brittany Flune, una ragazzina bellissima, aggraziata e molto ricca, sua vicina di casa e che sembra essere molto più fortunata di lei (infatti Taylor la invidia bonariamente e definisce "perfetto" tutto ciò che la riguarda, compresa la famiglia).
La serie segue per due anni Taylor (che rompe spesso la quarta parete e parla direttamente al pubblico) durante la preadolescenza, affrontando la vita e i problemi che si presentano grazie a un ricco mondo interiore.

## Episodi
| Stagione         | Episodi | Prima TV Australia | Prima TV Italia |
| ---------------- | ------- | ------------------ | --------------- |
| Prima stagione   | 13      | 2006               | 2007            |
| Seconda stagione | 13      | 2007               | 2008            |

## Personaggi e interpreti

### Principali
- Taylor Fry, interpretata da Marny Kennedy, doppiata da Letizia Ciampa.
Ha 11/12 anni, è in piena crescita, ha una fervida fantasia e una famiglia assolutamente fuori dal comune ed imbarazzante. Fortunatamente Taylor ha la sua tartaruga e degli amici: Hector è il suo migliore amico (e anche se Taylor non lo sa, lui è innamorato di lei), Brittany una sua amica (di cui alcune volte diventa invidiosa per la sua famiglia normale) ed è innamorata di Leon. Ha una sorella Layla con la quale non va per niente d'accordo.
- Hector Garcia, interpretato da Nicolas Dunn, doppiato da Gabriele Patriarca.
Ha 11/12 anni, è il migliore amico di Taylor (di cui è innamorato, ma lei non si accorgerà dell'amore che lui prova verso di lei) ed è amico con Brittany. È un vero genio, inoltre non va molto d'accordo con Leon perché lo prende sempre in giro.
- Brittany Flune, interpretata da Maia Mitchell, doppiata da Perla Liberatori.
Ha 11/12 anni, è amica con Taylor e Hector. Al contrario di Taylor e Leon ha una famiglia normale, ma snob. È molto carina e ammirata.
- Layla Fry, interpretata da Dajana Cahill, doppiata da Federica De Bortoli.
Ha 15/16 anni, è la sorella maggiore di Taylor, con la quale litiga in continuazione. È ribelle e per questo attira continui rimproveri dai suoi genitori.
- Leon Lipowski, interpretato da Luke Erceg, doppiato da Alessio De Filippis.
Ha 11/12 anni, è molto sportivo, va a scuola con Taylor, Hector e Brittany.
- Gwen Fry, interpretata da Rachel Blakely, doppiata da Antonella Baldini.
Ha 36/37 anni, madre di Taylor.
- Don Fry, interpretato da Andrew Blackman, doppiato da Oreste Baldini.
Ha 39/40 anni, padre di Taylor, vende slip per cui appunto viene chiamato "Re delle Mutande".

### Ricorrenti
- Mistica Marge, interpretata da Sally McKenzie, doppiata da Stefania Romagnoli.
È l'eccentrica cugina di Glenda (con la quale condivide la passione per i chakra) e si guadagna da vivere come chiaroveggente.
- Signor McClusky, interpretato da Steven Tandy, doppiato da Sergio Di Stefano.
È l'insegnante della scuola primaria di Taylor, Hector, Brittany e Leon (e presumibilmente lo è stato anche di Layla). È saggio e benevolo, ma anche severo, specialmente con Leon quando lancia palline di carta. Appare solo nella prima stagione, poiché nella seconda i protagonisti iniziano a frequentare la scuola media.
- Loretta Flune, interpretata da Veronica Neave, doppiata da Carolina Zaccarini, e Michael Flune, interpretato da Peter Kent, doppiato da Edoardo Stoppacciaro.
Sono i genitori di Brittany, che è figlia unica. Loretta dirige un ambulatorio, mentre Michael è un avvocato. Sono musicisti di talento e seguono un rigido schema di regole per mantere la casa e presentare se stessi in perfetto ordine (anche se in generale Michael è meno severo e più comprensivo rispetto a Loretta).

## Produzione
Perché a me? è stato creato da Angela Webber, mentre il direttore della serie è Pino Amenta. Ogni episodio dura dai 24 ai 26 minuti.
La prima stagione della serie ha avuto un budget di $9.3 milioni. È stata girata nella Gold Coast, iniziata a girare l'8 giugno 2005. Perché a me? è stata lanciata a Cannes al MIPTV nell'aprile 2006. È stata trasmessa da Channel Nine (in Australia) a partire dal 30 giugno 2006. Nel Regno Unito è stata trasmessa dalla CBBC; il primo episodio andò in onda il 19 febbraio 2007. La serie inoltre è anche disponibile nei canali Disney Channel Francia, Disney Channel Latin America, Disney Channel India, BBC Kids Canada, RTÈ Ireland. La serie è arrivata anche in Italia dove viene trasmessa dal 28 gennaio 2007 su Disney Channel Italia.

## Riconoscimenti
- 2006 – Australian Academy of Cinema and Television Arts Award[4]
  - Miglior serie per bambini
  - Miglior giovane interprete a Marny Kennedy
  - Candidatura per il miglior regista televisivo a Pino Amenta (episodio 1x01)
  - Candidatura per la miglior sceneggiatura televisiva ad Angela Webber (episodio 1x01)
- 2006 – Chicago International Children's Film Festival
  - Miglior serie televisiva live-action
- 2006 – Columbus International Film and Video Festival
  - Targa di Bronzo per programmi per bambini e giovani
- 2006 – Australian Teachers of Media Awards
  - Miglior serie televisiva per bambini
- 2007 – New York Festivals Television Programming and Promotion Awards
  - Gran Premio per il miglior programma giovanile
  - Medaglia d'oro mondiale per programmi giovanili dai 7 ai 12 anni